# ТЕС Рас-Джинет
ТЕС Рас-Джинет (Ras Djinet) — теплова електростанція на півночі Алжира. Розташована на середземноморському узбережжі у вілаєті Бумердес, приблизно за півсотні кілометрів на північний схід від міста Алжир.
У 1986—1987 роках на площадці станції спорудили чотири конденсаційні енергоблоки, обладнані паровими турбінами виробництва компанії Siemens потужністю по 168 МВт.
В 2012 році з південнокорейською компанією Daewoo уклали контракт на спорудження другої черги станції, яка використовує технологією комбінованого парогазового циклу та має три однотипні блоки потужністю, у кожному з яких одна газова турбіна живить через котел-утилізатор парову турбіну. Потужність блоку становить 400 МВт, втім, на титульній об'яві про будівництво значиться загальна потужність станції на рівні 1131 МВт. Первісно строк закінчення робіт планувався на 2016 рік, проте у підсумку другу чергу ввели в експлуатацію в 2023 році.
Як паливо станція використовує природний газ, що вперше надійшов до столичного регіону на початку 1980-х по трубопроводу Хассі-Р'Мель – Бордж-Менаель – Алжир.